# فيليكس ألتاميرانو
فيليكس ألتاميرانو (بالإسبانية: Félix Altamirano)‏ هو راكب الكنو مكسيكي، ولد في 20 نوفمبر 1950.

## وصلات خارجية
- فيليكس ألتاميرانو على موقع أوليمبيديا (الإنجليزية)